# Walter Huddleston
Pour les articles homonymes, voir Huddleston.
Walter Darlington Huddleston, né le 15 avril 1926 à Burkesville (Kentucky) et mort le 16 octobre 2018 à Warsaw (Kentucky), est un homme politique américain.

## Biographie
Walter Huddleston est un démocrate de l'État du Kentucky. Il a été le représentant du Kentucky au Sénat des États-Unis de 1973 jusqu'en 1985.